# 波普拉夫卡 (大米海利夫卡區)
47°5′15″N 29°57′37″E / 47.08750°N 29.96028°E
波普拉夫卡（烏克蘭語：Поплавка）是位於烏克蘭西南部的村莊，由敖德萨州羅茲季利納區的新博里西夫卡市鎮負責管轄。該村始建於1890年，面積0.67平方公里，海拔高度118米，2001年人口253，人口密度每平方公里377.61人。